# Centre hospitalier Le Vinatier
Pour les articles homonymes, voir Vinatier.
Le Vinatier, anciennement asile départemental d'aliénés de Bron jusqu'en 1937, est un hôpital psychiatrique fondé en 1876 et situé dans la ville de Bron, dans la région lyonnaise, en France.

## Histoire
À la suite du vote de la loi du 30 juin 1838 sur les aliénés, qui affirme que « chaque département est tenu d'avoir un établissement public, spécialement destiné à recevoir et soigner les aliénés », et sous l'action du médecin catholique Joseph Arthaud, un terrain de 37 hectares situé à 4 kilomètres au sud-est de la ville de Lyon est acheté en 1868 par le conseil général du Rhône afin d'y accueillir un futur asile. 
La conception des bâtiments est confié à l'architecte en chef du département, Antonin Louvier, auteur de la construction de la prison Saint-Paul et de la restauration de la chapelle de la prison de Villefranche-sur-Saône,. L'établissement ouvre ses portes en 1876 sous le nom d'Asile départemental d'aliénés de Bron. Les psychiatres et infirmiers, inspirés par les principes humanistes du docteur Philippe Pinel, œuvrent pour un meilleur traitement des malades et l'évolution des conditions d'hospitalisation. 
En 1912, Emile Malespine est interne après avoir réussi son concours, il est titularisé par le directeur Lépine. 
En 1937, l’asile de Bron prend le nom « d'hôpital départemental ». Un potager, un verger, une dizaine d'hectares de vignes — qui donneront le nom de Vinatier — ainsi qu'une ferme voient le jour sur les vastes terrains qui atteignent alors 112 hectares. Ces nouveaux aménagements, via l'accomplissement de travaux agricoles, favorisent la vie collective. En 1938, dans un souci de modernisation et d'évolution, des services pour enfants dits « libres et ouverts » sont créés. 
Sous le régime de Vichy  2 000 personnes internées à l'hôpital psychiatrique du Vinatier sont mortes de faim. 
En 1950, les progrès médicaux ouvrent de nouvelles perspectives de traitement. La mixité des services et l'organisation des soins basées sur le secteur psychiatrique opèrent une véritable reconfiguration des soins en 1970. 
En 1986, le dispositif public de secteur psychiatrique connaît une vaste réorganisation qui s'accompagne d'une diversification des modes de prise en charge. L'hôpital devient alors Le Vinatier. Des Centres Médico-Psychologique (CMP) sont installés dans la ville, au plus près des lieux de vie des malades. Ils sont complétés par des hôpitaux de jour (HDJ) et des Centres d'accueil thérapeutique à temps partiel (CATTP). Ces dispositifs thérapeutiques contribuent à éviter une hospitalisation et permettent un suivi médical et soignant, avant et après l'hospitalisation .

## Description

### Site principal
Situé aux portes de Lyon, sur la commune de Bron, le site principal du Vinatier s'étend désormais sur un parc de 72 ha. 
Dans le cadre du plan Hôpital 2012, Le Vinatier a achevé une nouvelle étape de sa profonde mutation via la construction d'un bâtiment de 33 434 m2 dédié à la prise en charge de l'adulte. Situé au cœur de l'établissement, ce nouvel édifice accueille 350 lits d'hospitalisation de psychiatrie d'adultes ainsi que le pôle de direction et des locaux d'enseignement. 
Cette restructuration permet la concrétisation physique de l’organisation médicale et polaire de l’établissement, l’engageant ainsi pour les prochaines années.

### Structures extra hospitalières
Le Vinatier dispose d'une soixantaine structures extra hospitalières réparties sur son territoire, au plus près du domicile de la population qu'il dessert.
- Les Centres médico-psychologiques (CMP) regroupent des équipes soignantes pluridisciplinaires dédiées aux actions de prévention, de diagnostic, de soins ambulatoires et d’interventions à domicile. Ils assurent également les missions de « premier accueil » afin d’orienter les usagers en fonction de leurs besoins.
- Les Centres d’accueil thérapeutiques à temps partiel (CATTP) qui proposent des actions de soutien et de thérapie de groupe favorisant ainsi les liens sociaux et l’autonomie des usagers
- Les hôpitaux de jour (HDJ) correspondent à des soins individualisés en journée destinés à favoriser la réinsertion de l’usager dans son milieu de vie. Ces structures peuvent être regroupées au sein de Centre de Jour (CDJ)
- Les familles d’accueil. L’accueil familial thérapeutique adulte ou enfant représente une alternative à l’hospitalisation. Ce mode de prise en charge propose un suivi thérapeutique dans un cadre familial.
- Les appartements thérapeutiques. Il s’agit de structures de soins favorisant la réinsertion sociale et le développement de l’autonomie dans les actes de la vie quotidienne du patient. Les appartements thérapeutiques s’inscrivent dans un contexte de vie individuelle ou collective avec un suivi médical et une présence soignante.

### Organisation
Selon les règles de la Psychiatrie de secteur, le Vinatier couvre 15 % du territoire du département du Rhône et dessert 46 % de sa population. Le reste du département étant partagé entre le Centre Hospitalier Saint Cyr au Mont D'Or et le Centre hospitalier Saint-Jean-de-Dieu.
Il est notamment chargé de l'organisation des soins psychiatrique de : 
- Lyon 1er-2e-3e-4e-5e-6e-8e arrondissements
- Bron
- Caluire-et-Cuire
- Décines-Charpieu
- Meyzieu
- Neuville-sur-Saône
- Rillieux-la-Pape
- Vaulx-en-Velin
- Villeurbanne

(et d'autres communes de moindre taille)
L'offre de soins du Vinatier se structure au tour de dix pôles :
- 4 pôles psychiatriques polyvalents
  - Pôle PEA (psychiatrie enfant)
  - Pôle Est (psychiatrie adulte)
  - Pôle Centre rive gauche (psychiatrie adulte)
  - Pôle Ouest (psychiatrie adulte)
- 6 pôles psychiatriques transversaux
  - Pôle PSA (Psychiatrie du Sujet Âgé)
  - Pôle SMD-PL (Santé Mentale des Détenus - Psychiatrie Légale - Unité hospitalière spécialement aménagée)
  - Pôle HU-ADIS (Hospitalo-Universitaire Autisme et Déficiences Intellectuelles)
  - Pôle USIP-UMD (Unité de Soins Intensifs en Psychiatrie - Unité pour Malades Difficiles)
  - Pôle UP (Urgences psychiatriques - Communes aux trois hôpitaux du Rhône cités plus haut)
  - Pôle MOPHA (Médecine Odontologie PHArmacie)
- Un pôle Direction
- Une structure hors-pôle : la présidence de CME regroupe le Département d'Information Médicale (DIM), le Département Qualité Sécurité Hygiène (DQSH) et la bibliothèque médicale[7].

### Structures associées
Sur le site principal, se trouve également plusieurs structures associées ou partenaires, de formation et de recherches.
- IFSI du Vinatier : Institut de Formation aux Soins Infirmiers[8],[9].
- IFCS-TL : Institut de Formation des Cadres de Santé du Territoire du Lyonnais (en cogestion avec les Hospices civils de Lyon)[10],[11].

On y trouve également le Neurocampus Michel Jouvet, en partenariat avec l'Université Claude-Bernard-Lyon-I et les Hospices civils de Lyon: un centre de recherche en neurosciences,,.

## Accès
Le complexe hospitalier est desservi par les lignes de tramway T2 et T5 (arrêts « Desgenettes » et « Essarts-Iris »), et T6 (arrêt "Vinatier").
Il est également desservi par la ligne de bus C8 (arrêt « Hôpitaux Desgenettes Vinatier »).

### Au cinéma
- 12 jours, film documentaire de Raymond Depardon (2017)